# 野村昇史
野村 昇史（のむら しょうじ、1938年2月20日 - 2023年8月21日）は、日本の俳優。身長：169cm、体重：60kg。東京都出身（千葉県出身との報道も）。

## 来歴
1963年に文学座養成所に入所、翌年卒業し現代演劇協会「劇団 雲」に入団した。1973年から1980年の西ドイツ（現在のドイツ）在住を経て同年から演劇集団 円に所属していた。
特技はドイツ語。
2023年8月21日、胃がん及び十二指腸がんのため死去。85歳没。訃報は1週間後の8月28日に演劇集団 円から発表された。

## 出演

### 映画
- まあだだよ（1993年）
- ホワイトアウト（2000年） - 望月邦昭

### テレビドラマ
- 竜馬がゆく（1968年、NHK） - 田中新兵衛 役
- ザ・商社（1980年、NHK）
- 大戦隊ゴーグルファイブ（1982年、ANB） - 野口院長 役
- 新ハングマン（1983年、ABC）
  - 第12話 - 塚本精一
  - 第15話 - 吉田
- 土曜ワイド劇場（EX）
  - 松本清張の溺れ谷（1983年）
  - 松本清張の葦の浮船（1984年）
  - タクシードライバーの推理日誌24（2008年） - 中田睦雄 役
  - 法律事務所3（2009年） - 友枝幸雄 役
  - 炎の警備隊長・五十嵐杜夫9（2011年） - 高橋文明 役
  - 司法教官・穂高美子3（2014年） - 白鳥健蔵 役
- 連続テレビ小説（NHK）
  - 本日も晴天なり（1981年）第52回 - 客 役
  - 澪つくし（1985年） - 桐野検事 役
  - はね駒（1986年）
  - すずらん（1999年）
  - 梅ちゃん先生（2012年） - 木島 役
- 兄弟拳バイクロッサー（1986年） - 水野幸介 役
- 太陽にほえろ!（1986年、NTV）
- あぶない刑事（1986年） - 中屋圭介 役
- 大忠臣蔵（1989年、TX） - 藤井又左衛門 役
- 月曜ドラマスペシャル（TBS）
  - 刑事・野呂盆六
    - 第1作「完全犯罪の女」（1993年） - 須田行三（刑事係長） 役
    - 第2作「殺意のマリア」（1994年） - 大林勇造 役

  - 早乙女千春の添乗報告書5（1997年） - 高杉仁史 役
- 銀狼怪奇ファイル（1996年、NTV） - 神尾校長 役
- はみだし刑事情熱系 PART2 第2話「復讐の婚約破棄!」（1997年、ANB） - 佐々木達男 役
- はぐれ刑事純情派（ANB）
  - 第11シリーズ 第24話「深夜の面会人!? 鮎を贈る女」（1998年）
  - 第12シリーズ 第23話「女教師の秘密!? 密室殺人の女！」（1999年） - 加藤院長 役
- 暴れん坊将軍（1999年） - 大野木外記 役
- 高原へいらっしゃい（2003年）
- 火曜サスペンス劇場（NTV）
  - 監察医・室生亜季子3 瀬戸内竹原殺人行（1987年9月1日） - 木村 役
  - 松本清張スペシャル・喪失の儀礼（1994年）
  - 弁護士・高林鮎子（女弁護士・高林鮎子）
    - 第18作「西の旅 長崎の殺人」（1996年） - 橋田刑事部長 役
    - 第31作「寝台特急トワイライトエクスプレスの罠」（2003年） - 岡田謙吾 役

  - 小京都ミステリー
    - 第16作「みちのく角館殺人事件」（1996年） - 藤木公介 役
    - 第28作「長崎ビードロ殺人事件」（2000年） - ハタ職人 役

  - 九門法律相談所10（1999年） - 深沢判事
  - 内海の輪（2001年） - 江村信治
  - 身辺警護12（2003年） - 亀山教諭 役
- 水戸黄門（TBS / C.A.L.）
  - 第37部（2007年） - 川添助左衛門 役
- 女系家族（2005年、TBS）
- 世直し順庵!人情剣（2005年、EX） - 草庵 役
- 月曜ゴールデン（TBS）
  - 冠婚葬祭探偵（2007年） - 沢渡要蔵 役
  - 十津川警部シリーズ41（2009年） - 鈴木克典 役
  - 浅見光彦シリーズ27（2009年） - 夏岡総一郎 役
- 女と愛とミステリー（TX）
  - 和泉教授夫妻シリーズ3（2003年） - 君根友則 役
  - 旅行作家・茶屋次郎4（2004年） - 袋田和三郎 役
  - 指紋捜査官・塚原宇平の神業1（2005年） - 吉岡啓吾 役
  - 京女刑事・真行寺メイ2（2005年） - 藤川等 役
- 水曜ミステリー9（TX）
  - 信濃のコロンボ事件ファイル15（2007年） - 森医師 役
  - 松本清張特別企画・張込み（2011年）
  - 監察医・篠宮葉月 死体は語る15（2014年） - 野々村一郎 役
- 土曜時代劇 / 鎌倉河岸捕物控（2010年、NHK） - 征左衛門 役
- 木曜時代劇 / 吉原裏同心（2014年、NHK） - 儀助 役
- SMOKING GUN〜決定的証拠〜 第3話（2014年、CX） - 仲本英司 役
- 土曜ドラマ 破裂（2015年） - 大豪寺悠 役
- 刑事7人 第2シリーズ（2016年） - 北田吾郎 役
- 日曜ワイド（EX）
  - おかしな弁護士（2017年） - 小室功 役
- やすらぎの刻〜道（2019年、EX）

### 舞台
- 『榎本武揚』（1967年、劇団雲） - 牢番イ 役、猿 役

### 受賞歴
- 2019年　第五十三回　紀伊國屋演劇賞　個人賞を受賞